# Tej

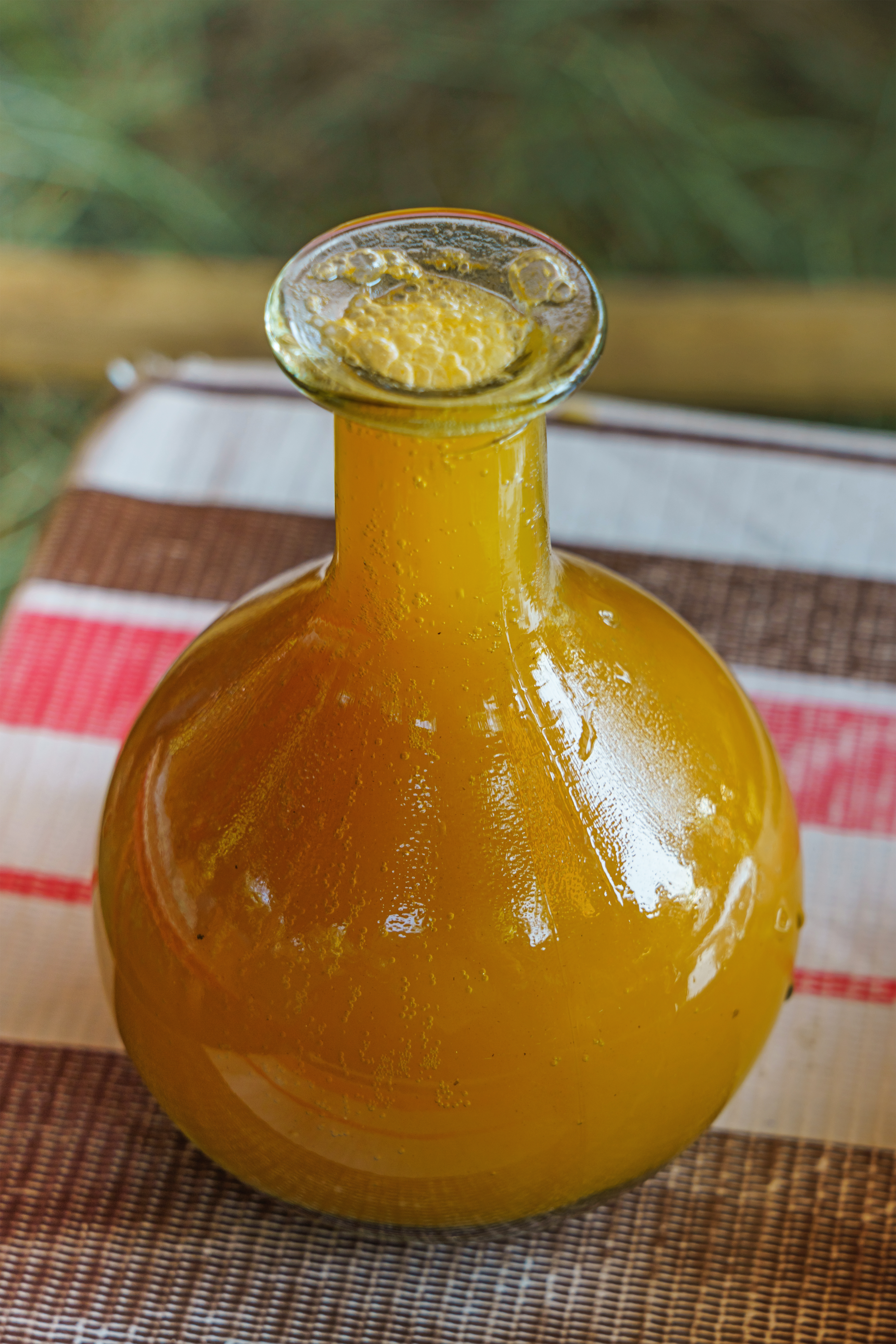
Tej in de typische berele.

Tej (uitspraak: tedzj) is een soort honingwijn (mede) die gebrouwen en gedronken wordt in Ethiopië. Deze drank wordt bereid van honing, water en op smaak gebracht met gemalen bladeren en twijgen van de gesho (Rhamnus prinoides), die zich als een soort hop in de vloeistof gedraagt.
Het alcoholpercentage is afhankelijk van de tijd dat men de drank laat gisten en kan tot 11% oplopen. Doordat tej een zoete smaak heeft wordt het alcoholgehalte gemaskeerd.
Het traditionele drinkgerei voor deze drank is de berele, een fles met een lage brede buik en lange hals. De oranje gekleurde drank wordt meestal zelfgemaakt, maar is ook in de Ethiopische speciale tej-huizen verkrijgbaar. De zogenoemde tej bets.

## Recept
De recepten voor tej zijn zeer divers, zowel wat betreft methode als volume. Door de tijd hebben er ook veranderingen plaatsgevonden.
Een traditioneel recept is een houten vat dat voor driekwart wordt gevuld met een deel honing en vijf delen water en vervolgens afgedekt met een doek. Tijdens het gistingsproces worden dagelijks de onzuiverheden van de vloeistof afgeroomd. Ondertussen worden enkele kilo’s gedroogde en gemalen gesho in water gekookt. Zolang het honingwater nog zoet smaakt wordt er gekookte gesho aan toegevoegd. Het hele proces duurt ongeveer 15 dagen. Nadien kan het weer zoeter gemaakt worden met honing.
Voor een ander oud recept gebruikt men vier kilogram honing met 16 liter water en 1,5 kilogram gesho. Na drie dagen roomt men de verontreinigingen van de vloeistof af. De gesho-twijgen worden kort gekookt in wat honingwater en een kwartiertje getrokken, zo wordt een te bittere smaak voorkomen. De vloeistof wordt in potten gedaan en na vijf dagen wordt de gesho verwijderd. Na een dag wordt de drank geschoond door af te romen en te filteren. Het brouwsel wordt in een schone pot afgesloten pot bewaard. In verband met de vergisting dient de omgeving voldoende warm te zijn.
Honing wordt vaak (deels) vervangen door suiker, en de gesho-twijgen door gedroogde gesho-bladeren. Een vergisting met behulp van toegevoegde gist is niet traditioneel. Als de drank klaar is, is zij meerdere maanden houdbaar.
Soms kunnen er ook smaken aan de tej worden toegevoegd. Dit kunnen citroensap, koffiebonen, sinaasappelschil, pruimen of rozijnen zijn.
Een zoete variant heet Birji en bestaat uit honing, water en citroensap. Voordat de gisting begint kan het door kinderen gedronken worden.